# Yorkshire Air Museum

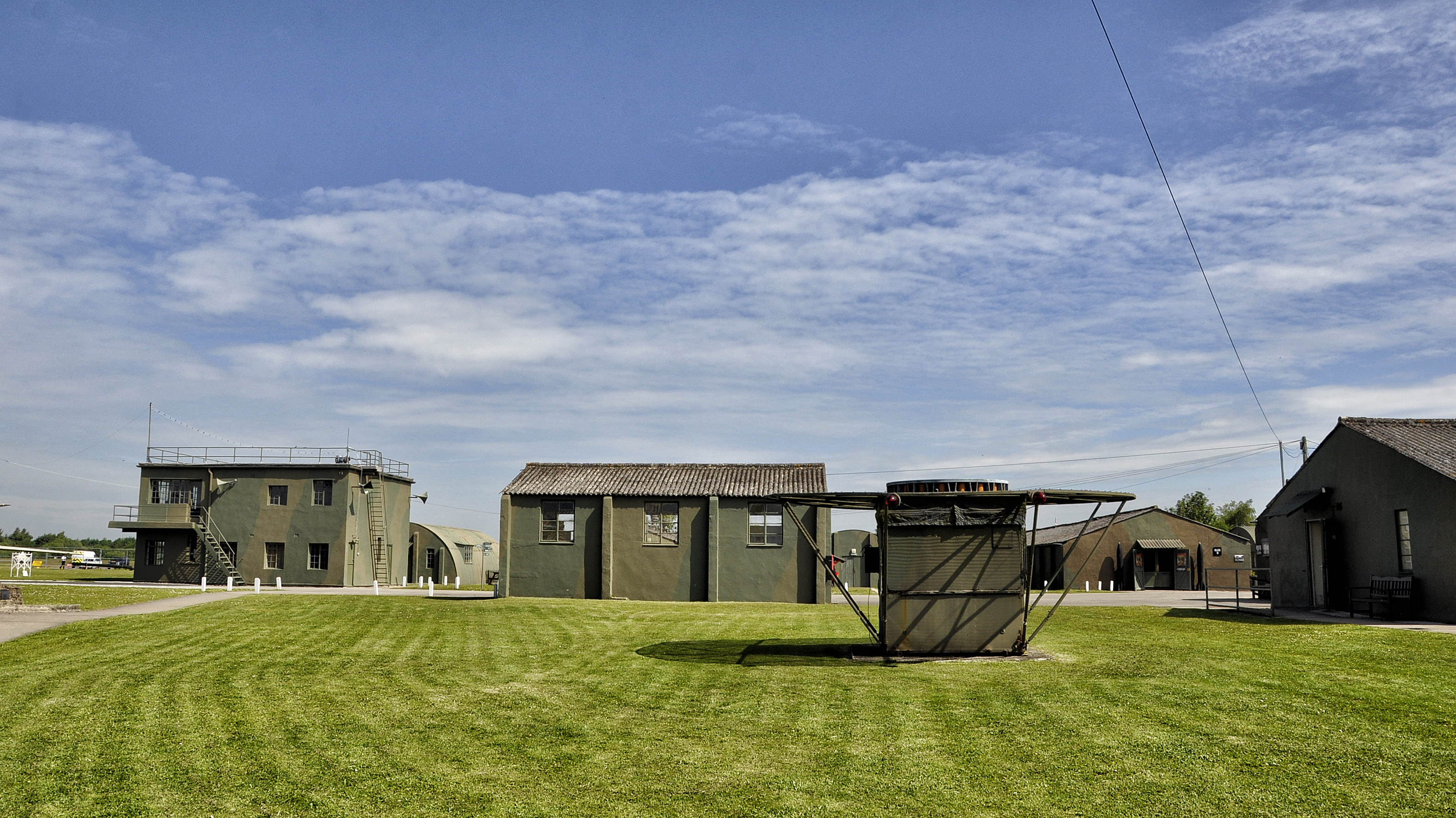
De controletoren en andere gebouwen in dienst tijdens de Tweede Wereldoorlog

Het Yorkshire Air Museum is een museum in de plaats Elvington in het bestuurlijke gebied City of York, in het Engelse graafschap North Yorkshire.
Het museum bevindt zich op een voormalige vliegtuigbasis van de Royal Air Force dat in gebruik was tijdens de Tweede Wereldoorlog en een tijdlang de thuisbasis voor de viermotorige Handley Page Halifax. Meer dan 60 historische vliegtuigen en voertuigen waaronder een aantal replica's zijn hier tentoongesteld. Toen de basis operationeel was werd ze RAF Elvington genoemd.

## Geschiedenis
Oorspronkelijk was de start- en landingsbaan een grasveld dat vervangen werd door drie verharde stroken die in oktober 1942 werden opengesteld. De eerste operationele toestellen hier waren de al vermelde Halifaxtoestellen. Ze namen deel aan missies tegen Berlijn en aan luchtaanvallen tegen het Ruhrgebied. Hierbij gingen bijna 80 halifaxen verloren en meer dan 500 leden van de RAF vonden de dood, vermist of krijgsgevangen. Vanaf mei 1944 waren hier Franse squadrons gestationeerd. Zij verlieten de basis in oktober 1945. US Strategic Air Command nam de basis over en paste ze aan. Ze werd nooit operationeel voor hen en ten slotte verlaten in 1958.
Enkele jaren later werden de banen opnieuw gebruikt bij het testen van een prototype van de Blackburn Buccaneer en door vliegscholen van de RAF. In maart 1992 sloot RAF Elvington definitief zijn deuren.

## Het museum
Bij het begin van de jaren tachtig van de 20e eeuw werd het museum geopend. Het is het grootste onafhankelijke luchtvaartmuseum van het land. Het biedt een overzicht van de luchtvaartgeschiedenis via de tentoongestelde toestellen. Men ziet hier onder meer een replica van het eerste luchtwaardig vliegtuig, de Wright Flyer gebouwd door de gebroeders Wright. Verder zijn er Engelse vliegtuigen opgesteld die een belangrijke rol speelden tijdens beide wereldoorlogen en de Koude Oorlog. Anno 2015 werkten er in het museum ongeveer 150 mensen waarvan 130 niet betaalde vrijwilligers.

## Galerij

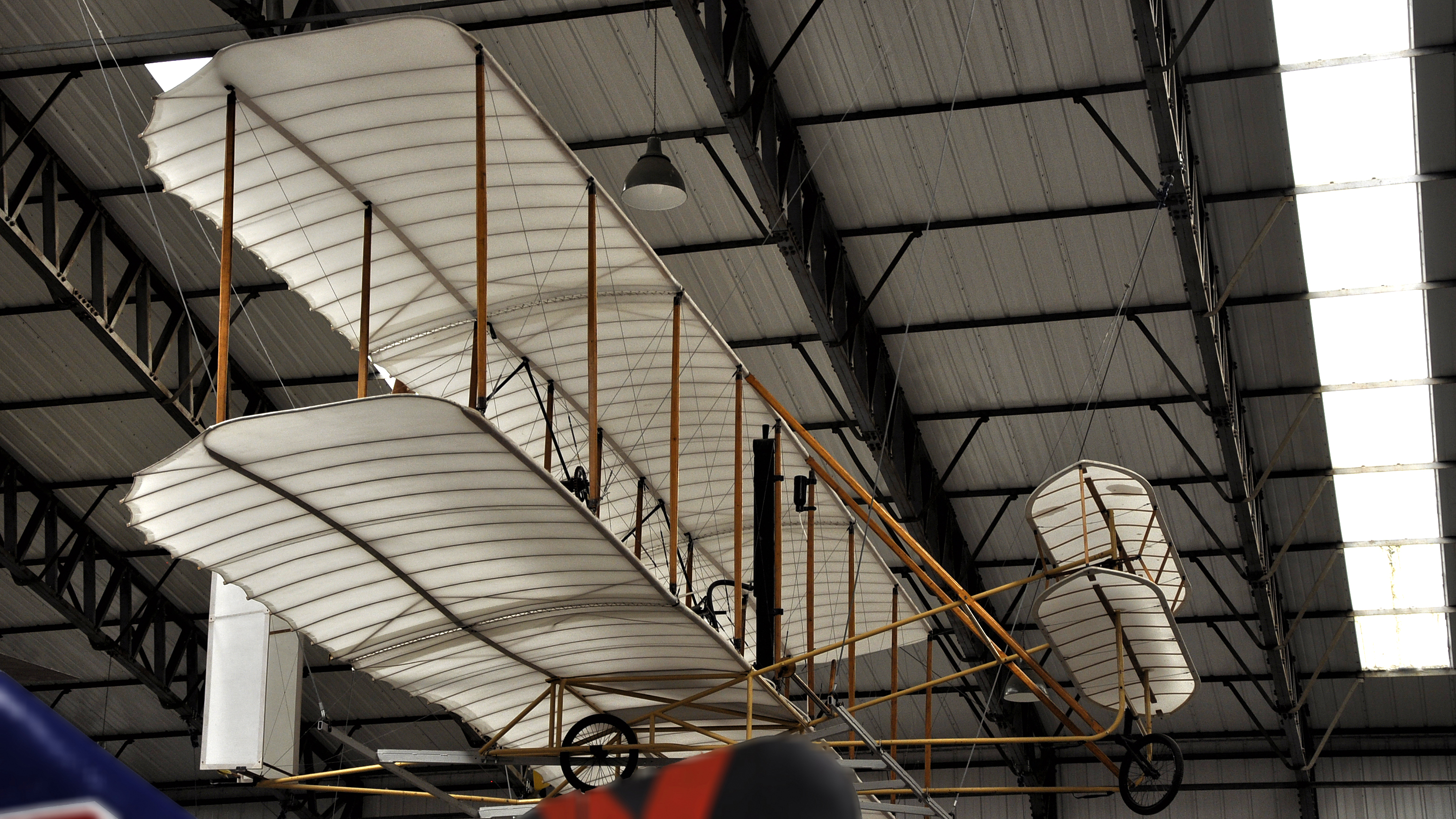
Replica van de Wright Flyer in het museum
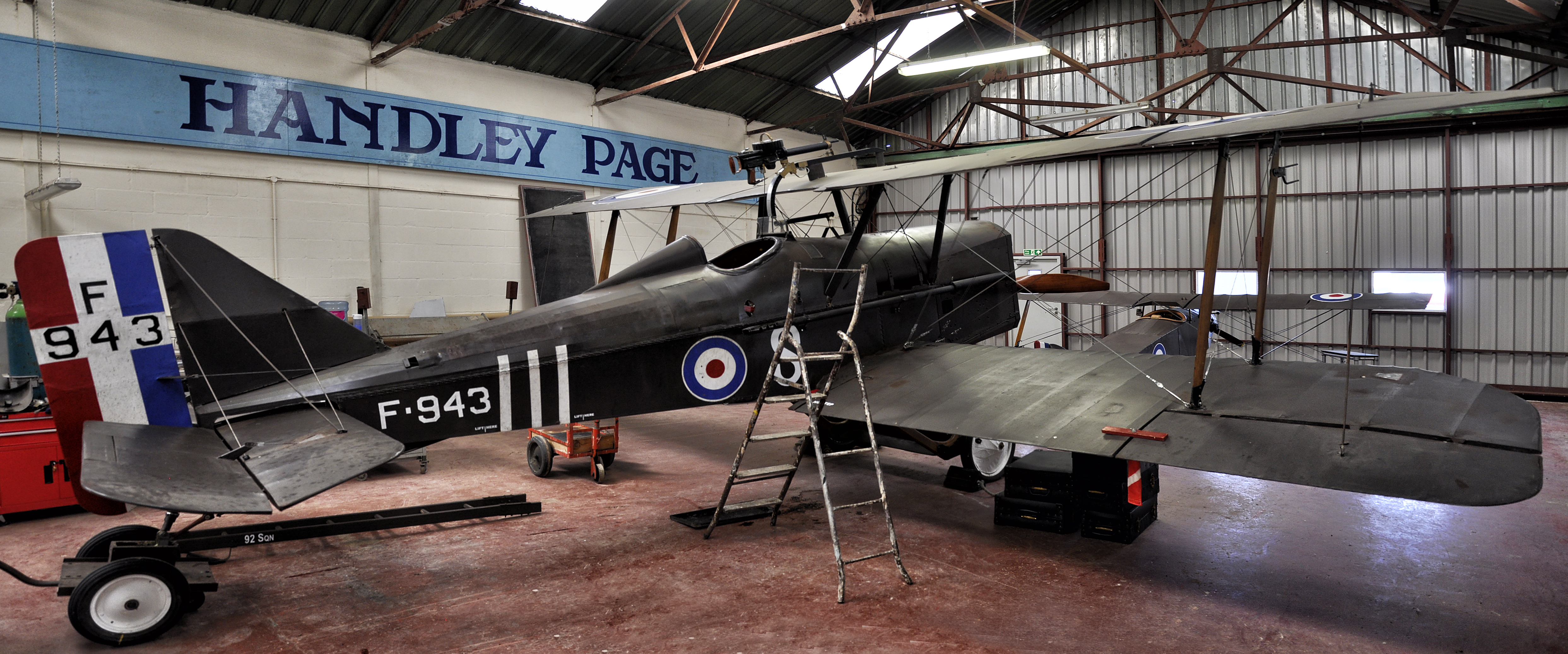
Een Royal Aircraft Factory S.E.5 in het museum
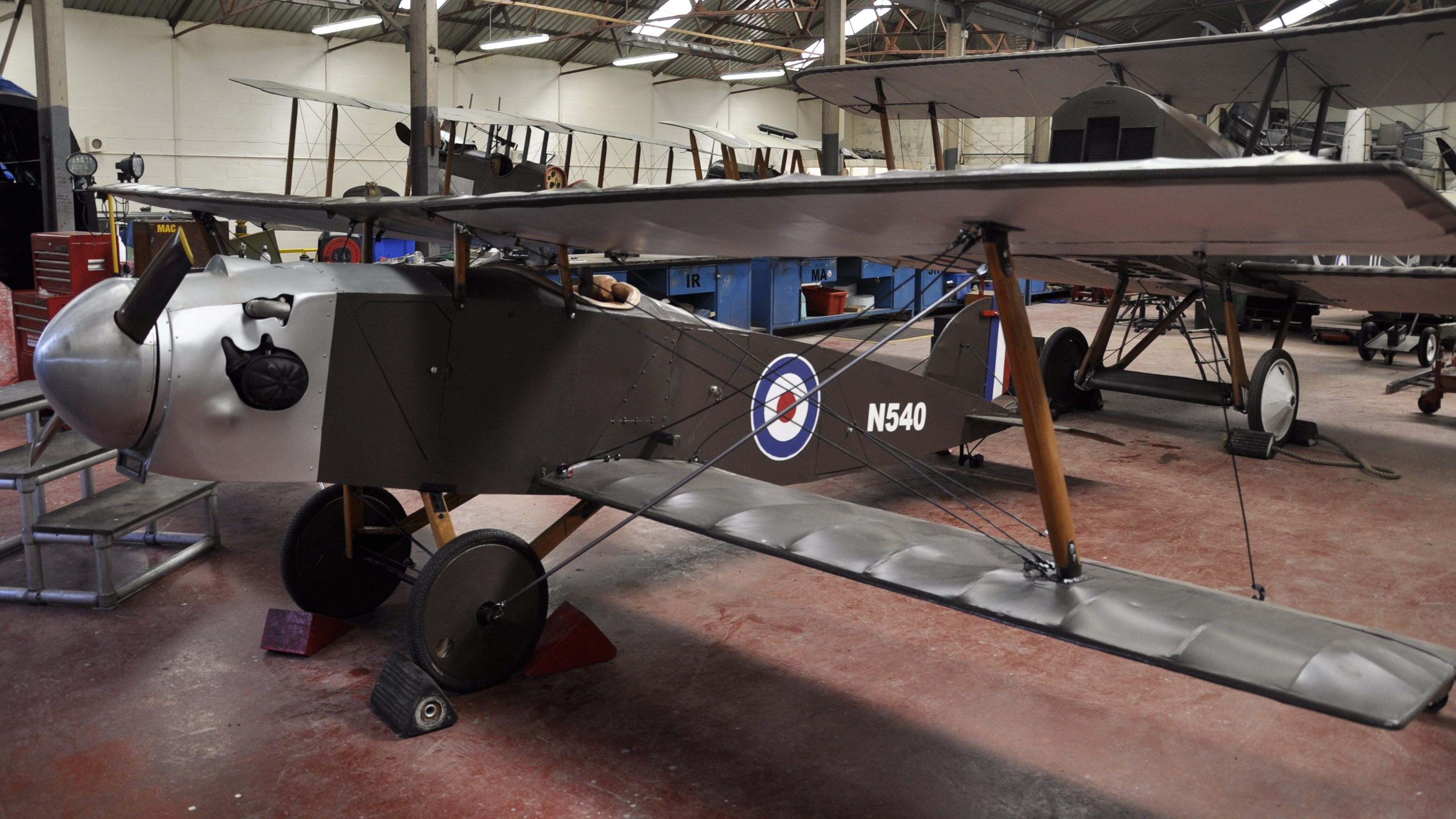
Een Port Victoria P.V.8 in het museum
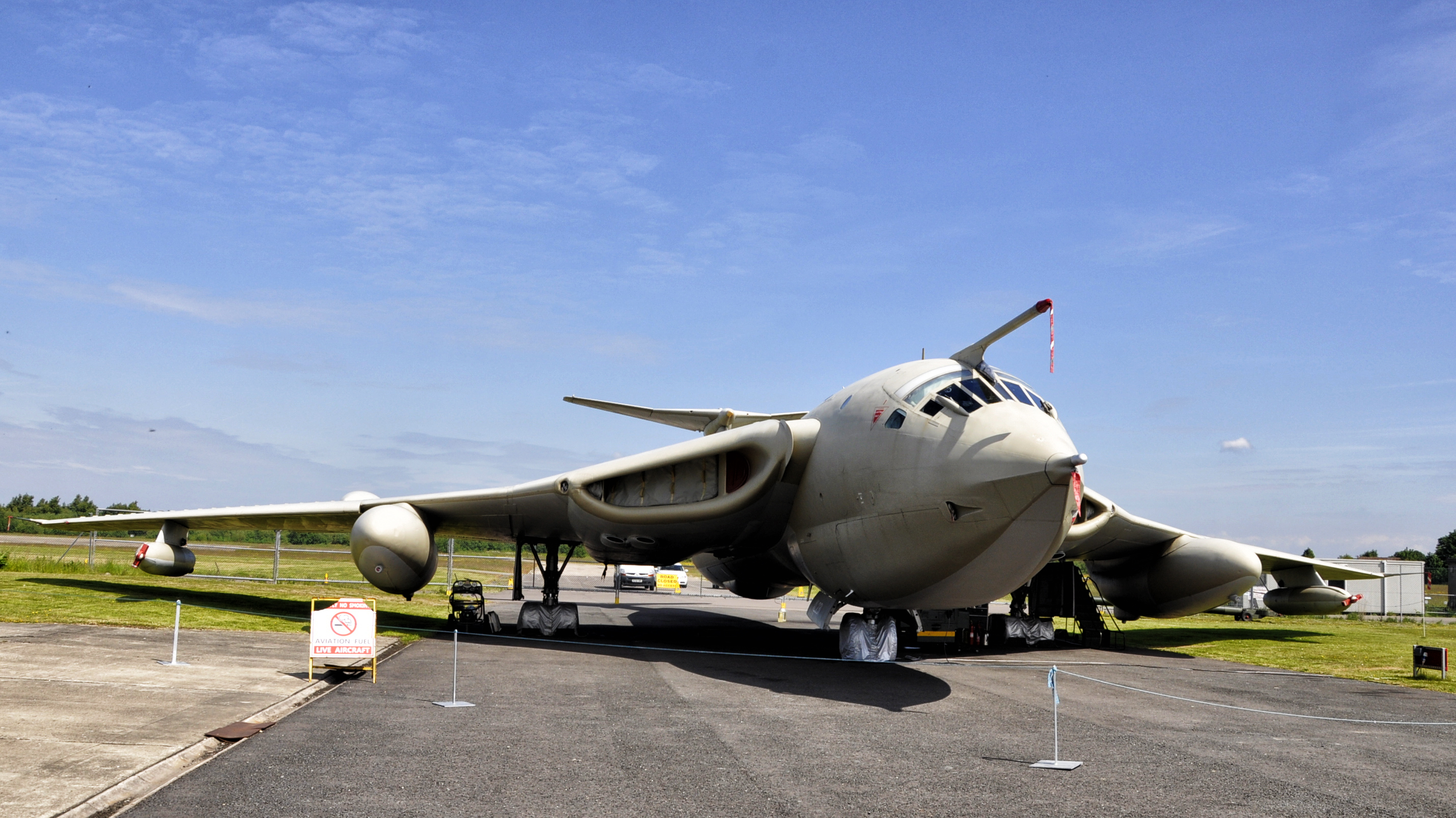
Een Handley Page Victor in het museum
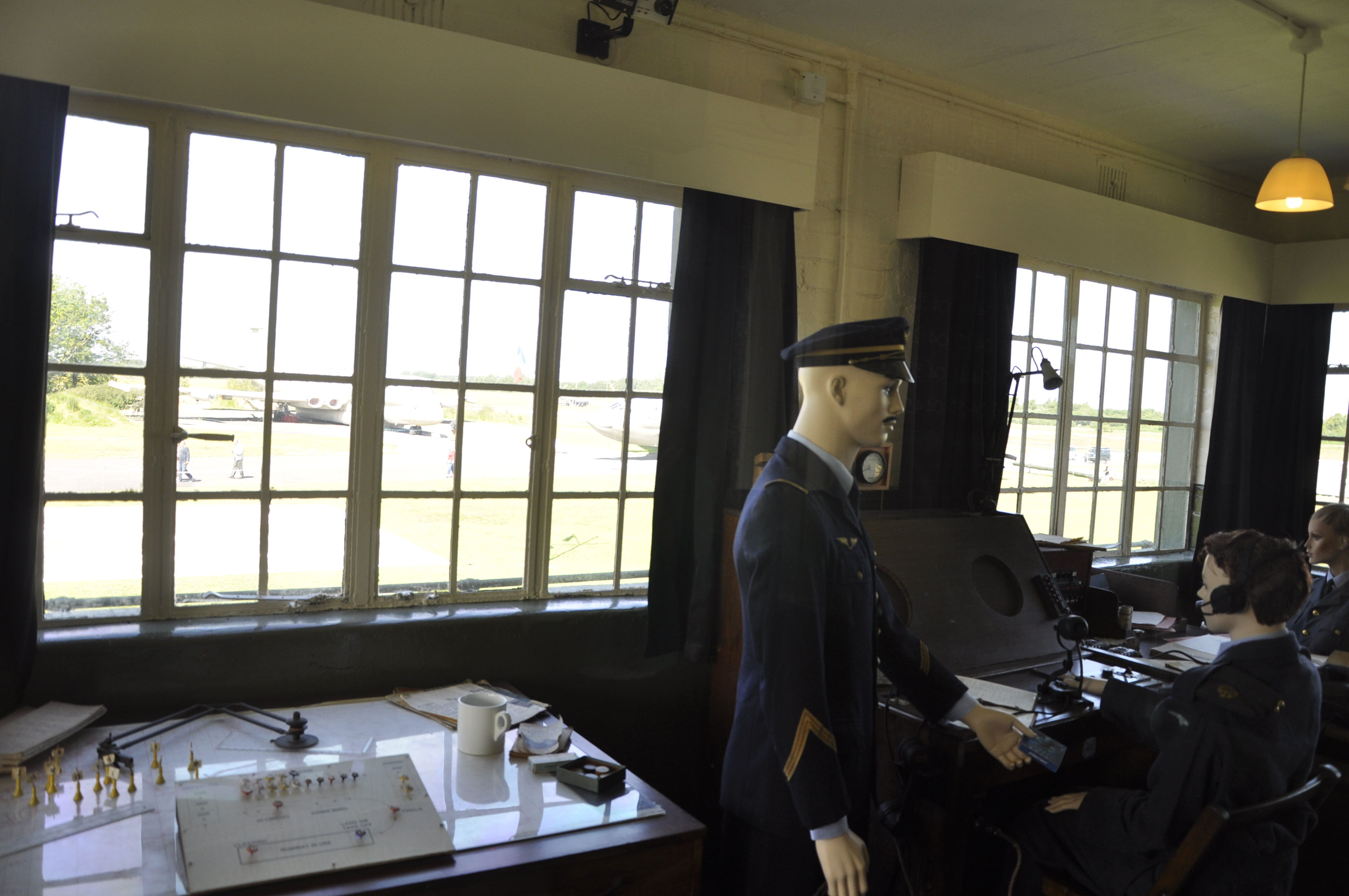
In de controletoren
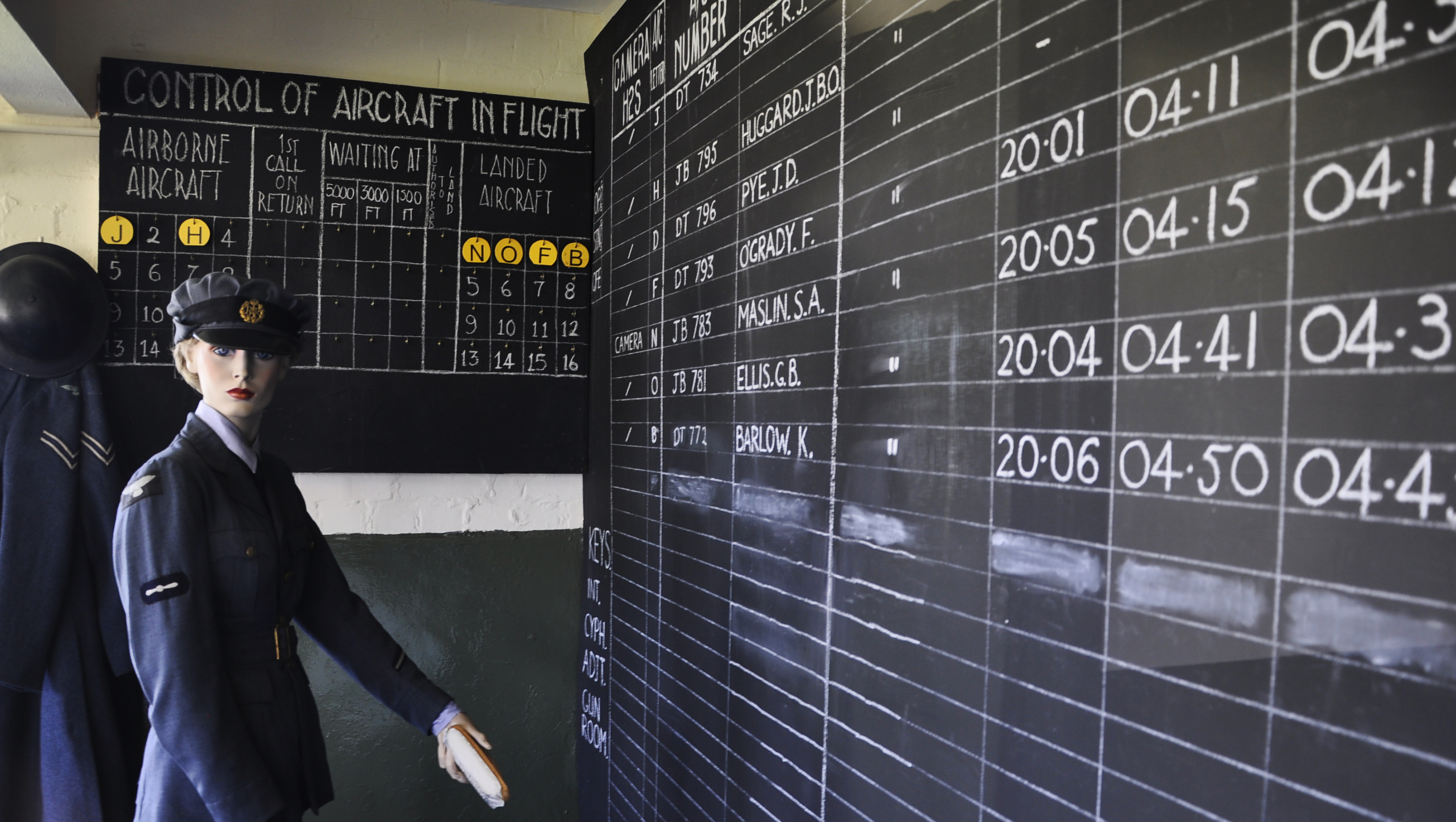
In de controletoren